# ミフリン郡 (ペンシルベニア州)
ミフリン郡（英: Mifflin County）は、アメリカ合衆国ペンシルベニア州の中央部に位置する郡である。2010年国勢調査での人口は46,682人であり、2000年の46,486人から0.5%増加した。郡庁所在地はルイスタウン・ボロ（人口8,338人）であり、同郡で人口最大の町でもある。ミフリン郡は1789年9月19日に設立され、郡名は連合会議の第5代議長を務めた後、初代ペンシルベニア州知事などを務めたトマス・ミフリンに因んで名付けられた。

## 地理
ミフリン郡はペンシルベニア州のアパラチア・リッジ・アンド・バレー地理区分に位置し、その境界が規定されている。幹線道であり、郡を二分するアメリカ国道322号線が郡と州内他所を繋ぎ、ハリスバーグ市やステートカレッジ・ボロとを結んでいる。アメリカ国道522号線も、セリンズグローブ・ボロやマウントユニオン・ボロとを繋いでいる。
アメリカ合衆国国勢調査局に拠れば、郡域全面積は415平方マイル (1,074 km2)であり、このうち陸地412平方マイル (1,067 km2)、水域は3平方マイル (7 km2)で水域率は0.66%である。

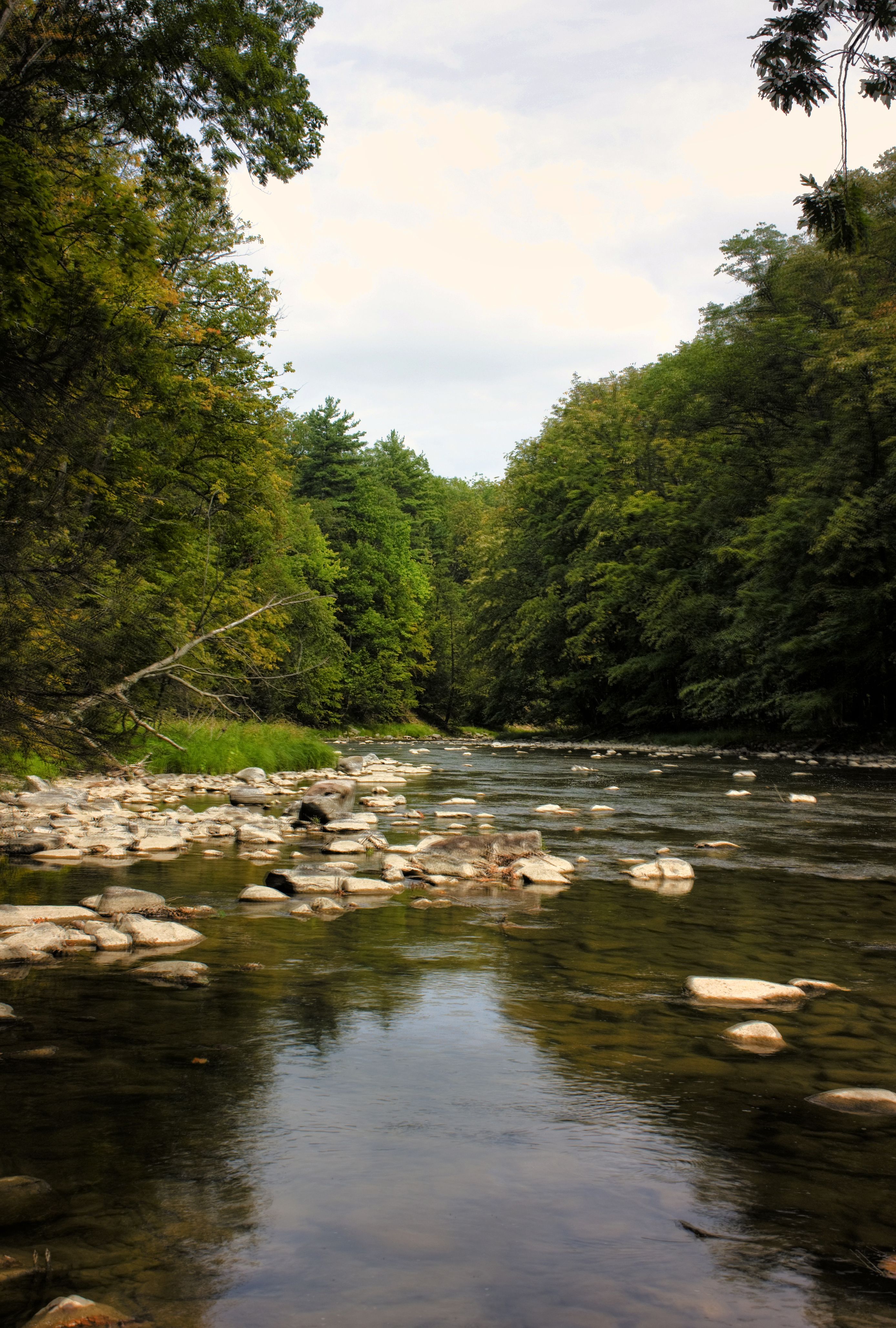
アーマー・タウンシップのペンズ・クリーク

### 隣接する郡
- センター郡 - 北
- ユニオン郡 - 北東
- スナイダー郡 - 東
- ジュニアータ郡 - 南
- ハンティンドン郡 - 西

## 人口動態
以下は2010年国勢調査による人口統計データである。
| 基礎データ - 人口: 46,682 人 - 世帯数: 18,743 世帯 - 人口密度: 44人/km2（113人/mi2） - 住居数: 21,537 軒 - 住居密度: 19軒/km2（52軒/mi2） 人種別人口構成 - 白人: 97.53% - アフリカン・アメリカン: 0.64% - ネイティブ・アメリカン: 0.11% - アジア人: 0.36% - 太平洋諸島系: 0.01% - その他の人種: 0.31% - 混血: 1.03% - ヒスパニック・ラテン系: 1.14% 先祖による構成 - ドイツ系：38.8% - アメリカ人：19.2% - アイルランド系：8.0% - イギリス系：7.5% 言語による構成 - ペンシルベニアドイツ語、ドイツ語、オランダ語：5.7% | 年齢別人口構成 - 18歳未満: 23.1% - 18-19歳: 2.2% - 20-24歳: 5.1% - 25-34歳: 10.4% - 35-49歳: 20.1% - 50-64歳: 20.6% - 65歳以上: 18.5% - 年齢の中央値: 39歳 - 性比（女性100人あたり男性の人口） - 総人口: 95.8 世帯と家族（対世帯数） - 18歳未満の子供がいる: 29.1% - 結婚・同居している夫婦: 57.6% - 未婚・離婚・死別女性が世帯主: 8.5% - 非家族世帯: 29.9% - 単身世帯: 26.0% - 65歳以上の老人1人暮らし: 13.2% - 平均構成人数 - 世帯: 2.49人 - 家族: 2.99人 |

## 言語と方言
郡内では中部ペンシルベニア州アクセントが通常に話されている。ほぼ全員が英語を話す。アーミッシュや幾らかのメノナイトがペンシルベニアドイツ語、別名ペンシルベニア・ダッチを話す。これはドイツ西中部の方言であり、現在の標準ドイツ語とはかなり異なっている。アーミッシュとメノナイトは英語を話すこともできる。アーミッシュやメノナイトでなくてもペンシルベニアドイツ語を話す者がいるが、これは過去には無かったことである。

## 都市と町

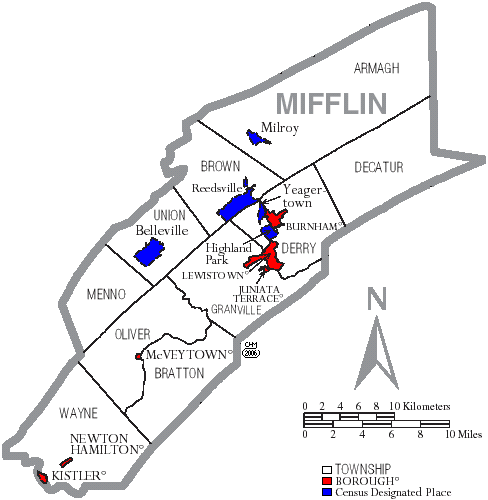
ミフリン郡の自治体、ボロは赤、タウンシップは白、国勢調査指定地域は青

ペンシルベニア州法の下では4種類の自治体がある。市、ボロ、タウンシップ、町である。

### ボロ
| - バーナム - ジュニアータテラス - キスラー | - ルイスタウン - 郡庁所在地 - マクベイタウン - ニュートンハミルトン |

### タウンシップ
| - アーマー - ブラットン - ブラウン - ディケーター - デリー | - グランビル - メノ - オリバー - ユニオン - ウェイン |

### 国勢調査指定地域
国勢調査指定地域はアメリカ合衆国国勢調査局が人口統計データを取るために設定した地域である。州法の下では実際の司法権が及ぶ範囲ではない。村などその他の未編入領域も下記に挙げる。
| - アルファラタ - アレンズビル - アトキンソンミルズ - バービル - ベルビル | - シーダークレスト - チャーチヒル - グランビル - ハイランドパーク - ロングフェロー | - ランバーシティ - メイトランド - マタワナ - ミルロイ - ポットリッカーフラッツ | - リーズビル - シグラービル - ストローズミルズ - ワグナー - イエーガータウン |

## 経済

### 主要雇用主
- フィリップス
- ルイスタウン病院[7]
- スタンダード・スチール[8]
- バッケル・プラスティックス
- トリニティ・パッケージング
- マーレット・ホームズ
- アシャーズ・チョコレート（元ゴス・キャンディーズ）

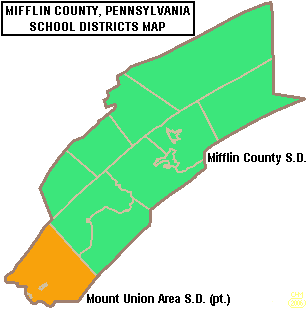
ミフリン郡教育学区の区分図

- ジャイアント・フード
- ウォルマート[9]
- ロウズ[10]
- ミフリン郡教育学区
- ファースト・クオリティ[11]

## 教育

### 公共教育学区
郡域の大半はミフリン郡教育学区が管轄している。ウェイン・タウンシップとニュートンハミルトン、キスラーの各ボロはマウントユニオン地域教育学区に入っている。
- ミフリン郡教育学区
- マウントユニオン地域教育学区（一部はハンティンドン郡内）

### 学習開始就学前授業
学習開始就学前授業は低収入家庭の子供のために連邦政府と州が資金手当てする授業である。対象は3歳児と4歳児である。これに参加するためには、家庭の収入が連邦政府の規定する貧困線以下である必要がある。
- コールマン学習開始センター[12]
- マクベイタウン学習開始センター

### 私立学校
- セイクレッドハート、カトリック系、5年生まで
- ベルビル・メノナイト学校[13]、幼稚園から12年生まで
- ミフリン郡クリスチャン・アカデミー、ディケーター・タウンシップ、キリスト教原理主義教育、幼稚園から12年生まで、デイケアもある
- ベス・エル・クリスチャン・デイスクール、ベルビル、キリスト教原理主義教育、幼稚園から12年生まで

### 高等教育機関
ルイスタウンにあるミフリン・ジュニアータ職業訓練センターは、高校卒業者に、看護、自動車、電子など専門化された訓練を行っている。
サウスヒルズ実業工業学校ルイスタウン分校では、事業、技術、医療などの分野で準学士や資格を提供している。
ルイスタウンにあるペンシルベニア州立学習センターでは2年制と4年制の学位を取得できる。近年最新式の科学実験室をオープンし、ルイスタウン病院看護学校の学生が使っている。
ハリスバーグ地域コミュニティカレッジがルイスタウン地域高校で授業を行っている。

## スポーツ
ミフリン郡はペンシルペニア州立カレッジが近くにあることで、最も人気があるカレッジスポーツはペンシルペニア州立大学のアメリカンフットボールである。プロスポーツではピッツバーグ・スティーラーズとフィラデルフィア・イーグルスで人気が二分されている。この両チームの試合は、郡内にある放送局を介してネットワーク・テレビで視聴でき、またハリスバーグにある放送局を介してボルチモア・レイブンズの試合も見られる。野球チームではピッツバーグ・パイレーツとフィラデルフィア・フィリーズの人気が高い。
昔からアメリカンフットボールが人気の高い高校スポーツだが、近年では男女のバスケットボールの人気が高まっている。過去にはレスリングが人気を博したこともあった。
NASCARの人気も高い。週末には地元にあるダートトラック・レースやドラッグレースに観衆が集まっている。

## メディア
郡内のラジオ局はAMが2局、FMが5局ある。テレビ局は郡内に無いが、ハリスバーグ市場やアルトゥーナ・ジョンズタウン・ステートカレッジ市場から全国系列の放送を視聴できる。

### 新聞
- 「ルイスタウン・センティネル」[14]
- 「カウンティ・オブザーバー」
- 「ザ・バレー・ニューズペーパー」[15]